# 생산력
생산력(生産力, 독일어: Produktivkräfte)은 마르크스주의와 역사적 유물론의 중심 관념이다. 
카를 마르크스와 프리드리히 엥겔스의 정치경제학 비판에서 생산력이란 노동수단과 인간 노동력의 조합을 지칭한다. 마르크스와 엥겔스는 이 개념을 『국부론』(1776년) 등에서 애덤 스미스가 언급한 “노동의 생산적 힘”(영어: productive powers of labour)에서 가져왔을 것으로 추측되며, 독일의 프리드리히 리스트도 『정치경제학의 국민적 체계』(1841년)에서 비슷한 개념을 언급했다.
생산과정에서 인간이 사용하게 되는 모든 힘들(신체와 두뇌, 도구와 기술, 원료, 자원, 노동자들의 협력의 질, 장비, 경영, 공학 등)가 생산력이라는 개념으로 포괄된다. 인간의 지식 역시 생산력이 될 수 있다.
생산력이 사회기술적 생산관계와 조합되면 역사적으로 특정한 생산양식을 구성하게 된다.